# Idaea saleri
Idaea saleri is een vlinder uit de familie spanners (Geometridae). De wetenschappelijke naam is voor het eerst geldig gepubliceerd in 1992 door Dominguez & Baixeras.
De soort komt voor in Spanje. De typelocatie is "El Saler" in het natuurpark Albufera bij Valencia (Spanje). De soortnaam verwijst naar deze locatie. De soort is enkel bekend van deze locatie, een kustbos dat de natuurlijke grens vormt tussen de zee en het meer "La Albufera".
De vleugelspanwijdte van Idaea saleri is 13-15 mm.